# Jolivue, Virginia
Jolivue, Virginia (енгл. Jolivue) насељено је место без административног статуса у америчкој савезној држави Вирџинија.

## Демографија
По попису из 2010. године број становника је 1.129, што је 92 (8,9%) становника више него 2000. године.
| Група             | 2000.       | 2010.         |
| Белци             | 938 (90,5%) | 1.004 (88,9%) |
| Афроамериканци    | 29 (2,8%)   | 50 (4,4%)     |
| Азијати           | 16 (1,5%)   | 25 (2,2%)     |
| Хиспаноамериканци | 32 (3,1%)   | 29 (2,6%)     |
| Укупно            | 1.037       | 1.129         |